# Мозок Валерій Леонтійович
Валерій Леонтійович Мозок (9.06.1940-28.12.2008 рр.) — український художник, Заслужений художник України. (Указ Президента України № 254 від 29.04.1994).

## Життєпис
Народився, жив і працював у м. Полтаві.
З 1952 р. відвідував гурток образотворчого мистецтва при Полтавському Палаці піонерів. Керував гуртком художник Кузема К. Г.
У 1957-59 рр. навчався в студії живопису та малюнка при Полтавському будинку народної творчості під керівництвом художника Івахненка О. А.
У 1959 році поступив на живописний факультет Харківського державного художнього інституту. Викладачі — відомі художники Бесєдін С. Ф., Сизиков В. В., Константинопольський А. М., Хмельницький О. А. та інші.
Закінчивши у 1967 році інститут, працював у Полтавському художньо-виробничому комбінаті.
З 1969 по 1973 — асистент кафедри архітектури Полтавського будівельного інституту— нині Національний університет «Полтавська політехніка імені Юрія Кондратюка».
У 1972 році отримав обласну комсомольську премію імені Петра Артеменка (Премія імені Петра Артеменка).
У 1993 році був обраний Головою Правління Полтавської обласної організації Спілки художників України і очолював його до 1995 року.
У 1994 році отримав почесне звання Заслужений художник України.
З 1994 року працював викладачем кафедри образотворчого мистецтва Полтавського національного Педагогічного університету імені В. Г. Короленка.
Працював у жанрах: портрет, натюрморт, пейзаж.
Твори знаходяться в музеях України: Полтавському Краєзнавчому музеї, Полтавському художньому музеї, в колекції Національного музею-заповідника українського гончарства в Опішному та у приватних зібраннях України, Австрії, Болгарії, Греції, Грузії, Германії, Ізраїлю, Італії, Росії, Канади, Сінгапуру, США.
Учасник 2 всесоюзних, чисельних республіканських, обласних та персональних виставок.

## Творчість
Графіка — «Бандурист» (1958), «В. Трохимець-Милютін» (1969; 1973), «П. Казаков» (1972), «О. Шумилін», «О. Селюченко», «І. Білик», «В. Білик» (усі — 1973);
Живопис — «Перші вартові Мавзолею» (1967), «Хліб 41-го» (1968; обидва — у співавт. з В. Батуріним), «Проліски» (1970), «Чемпіон СРСР із плавання Є. Михайлов» (1971), «Директор паровозоремонтного заводу Т. Гайовий» (1973), «Іскрівці в Полтаві», «Селянське повстання», «Учитель І. Бабак зі школяркою» (усі — 1974), «Важкий рік», «Автопортрет» (обидва — 1977), «Страйк робітників і батраків Диканського маєтку» (1978), «Мотокрос» (1979), «У робітничому колективі. Наставник», «Тиша» (обидва — 1980), «Ветеран війни і праці П. Побережнюк» (1984), «В. Трохимець-Милютін», «Берези» (обидва — 1985), «Рада командирів», «Г. Пошивайло», «О. Великодна» (усі — 1987), «Г. Рідна» (1988), «Золота осінь» (1989), «Дівчина у квітчастій хустці», «Жінка в червоному», «Весна в Опішні» (усі — 1990), «Польові квіти» (1992), «Я. Пошивайло», «Н. Білик-Пошивайло» (обидва — 1993), «Юля у віночку», «Соняшники» (обидва — 1994), «А. Ротманський» (1995), «Г. Кирячок», «В. Никитченко» (обидва — 1996), «В. Данилейко» (1999), «Пам'яті М. Башкирцевої» (2001), «Вибиті соняшники» (2002).

## Виставки
- 1967 р. — Республіканська художня виставка, присвячена 50-річчю Великої Жовтневої революції. На виставці експонувався твір «Перші вартові», 1967 р., пол., олія, 200х275 см. (У співавторстві з Батуріним В. М.).
- 1970 р. — Республіканська художня виставка, присвячена 100-річчю з дня народження В. І. Леніна. На виставці експонувався твір «Н. К. Крупська у Полтаві».
- 1971 р. — Республіканська виставка, присвячена XXIV з'їзду КПРС. На виставці експонувався твір «Проліски», 1970 р., п.,о., 100х140 см.
- 1971 р. — Республіканська виставка «Фізична культура і спорт в образотворчому мистецтві». На виставці експонувався твір «Портрет учасника олімпійських ігор, чемпіона СРСР з плавання Є.Михайлова», 1971 р., п.,о., 136х76 см.
- 1971 р. — III Всесоюзна художня виставка «Физкультура и спорт». На виставці експонувався твір «Портрет учасника олімпійських ігор, чемпіона СРСР з плавання Є.Михайлова», 1971 р., п.,о., 136х76 см.
- 1972 р. — Республіканська виставка «На вахті миру». На виставці експонувався твір «Портрет інспектора дитячої кімнати міліції А. Г. Алєксєєвої».
- 1973 р. — Республіканська виставка «Молоді художники Радянської України». На виставці експонувався твір «Заочниця», 1973 р., п., о., 110х60 см.
- 1974 р. — Республіканська художня виставка «Люди праці».
- 1974 р. — Республіканська виставка портрета, м. Чугуєв Харківської області. На виставці експонувалися твори «Дівочий портрет», малюнок до портрета заслуженого діяча народної творчості І. А. Білика.
- 1975 р. — Полтавська Обласна виставка молодих художників, Полтавський художній музей. На виставці експонувався твір «Сади цвітуть».
- 1976 р. — Міжнародна виставка, присвячена дням Полтави у Велико-Тирново (Болгарія). На виставці експонувався твір «Заслужений майстер народної творчості І. А. Білик».
- 1977 р. — Полтавська Обласна виставка малюнка та графіки. На виставці експонувалися твори «Портрет юнака», портретний етюд поета Федора Гаріна, «Марина».
- 1979 р. — IV Всесоюзна художня виставка «Физкультура и спорт в изобразительном искусстве». На виставці експонувався твір «Мотокрос».
- 1980 р. — Республіканська виставка (Київ), присвячена фізкультурі і спорту. На виставці експонувалися твори «Нічия», «Мотокрос», «Надя».
- 1990 р. — Персональна виставка з нагоди 50-річчя. Полтавський художній салон. На виставці експонувалися твори «Натюрморт з ромашками», «Натюрморт з бузком», «Соняшники і чебрець», «Калина», «Портрет художника Івана Крючка» та інші.
- 1990 р. — Міжнародний пленер по живопису, Велико-Тирново, Болгарія. Експонувалися роботи «Портрет Стефана Петкова» та інші.
- 2000 р. — Персональна виставка з нагоди 60-річчя. Полтава, Полтавський художній музей. На виставці експонувалися твори «Золота жінка», «Архітектор Чорнощоков», «Театральний портрет», «Етюд до портрета Великодної», «Дівчина у квітчастій хустці», «Женя Хорольський», «Юля», «Портрет Данилейка» та інші.
- 2005 р. — Персональна виставка з нагоди 65-річчя. Київ, Будинок художника.
- 1980—2008 рр. — чисельні обласні та персональні виставки.
- 2010 р. — посмертна персональна виставка з нагоди 70-річчя художника. Полтава, Полтавський художній салон.